# Karl von Caspers

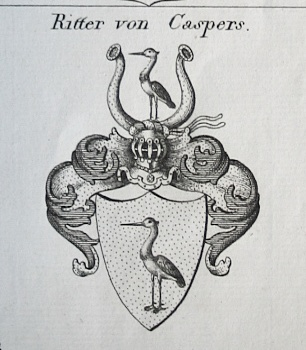
Wappen nach der Nobilitierung

Karl Caspers, auch Carl Caspers, ab 1807 Ritter von Caspers (* 29. August 1776 in Düsseldorf; † 28. Oktober 1843 in Augsburg), war ein bayerischer Generalmajor.

## Leben

### Herkunft
Sein Vater Carl Caspers (1744–1813) stammte aus Mannheim und war Oberstleutnant im bayerischen Ingenieur-Korps. Von 1764 bis 1784 diente er als kurpfälzischer Offizier in Düsseldorf, weshalb der Sohn dort zur Welt kam.

### Militärkarriere
Caspers trat am 1. April 1791 als Volontär in die Artillerietruppe von Kurpfalz-Bayern ein, 1793 wurde er Korporal. Sein erster Kampfeinsatz war im Zweiten Koalitionskrieg, den er ab 1800 als Unterleutnant mitmachte. Hier zeichnete er sich in der Schlacht bei Hohenlinden aus, wo man ihn lobend im Gefechtsbulletin erwähnte. Im Dritten Koalitionskrieg bekleidete er den Rang eines Oberleutnants, im Vierten Koalitionskrieg den eines Hauptmanns. Als Batterieführer hatte Caspers bei der Einschließung der Festung Groß-Glogau am 7. November 1806 mit seiner Einheit herausragend gekämpft, wofür er – gemeinsam mit seinem Oberleutnant Kasimir von Gravenreuth – das Kreuz der Ehrenlegion erhielt. Am 8. Februar 1807 brachte Caspers seine Batterie wider Erwarten auf einen schneebedeckten, vereisten Berg hinauf, wodurch die Eroberung der Stadt Wartha und des Umlandes gelang. Für diese Leistung wurde er mit dem Ritterkreuz des Militär-Max-Joseph-Ordens beliehen. Damit verbunden war die Erhebung in den persönlichen Adelstand und er durfte sich nach der Eintragung in die Adelsmatrikel Ritter von Caspers nennen.
Im Russlandfeldzug 1812 kam Caspers als Kurier bis nach Moskau. 1813 kämpfte er in der Schlacht bei Hanau. Für seine Tapferkeit in der Schlacht von Arcis-sur-Aube am 20. März 1814 verlieh man ihm den russischen Orden der Heiligen Anna II. Klasse.
Am 9. Oktober 1825 avancierte Caspers zum Oberst und Oberstkommandant des 2. Feldartillerie-Regiments in Augsburg, ab 1827 in Würzburg. In dieser Funktion blieb er bis zum 19. Januar 1840. Anschließend ernannte man Caspers zum Stadtkommandanten von Nürnberg und beförderte ihn zum Generalmajor. Im Dezember des Jahres wurde er Kommandant der Festung Germersheim, wo er jedoch bald erkrankte und in den Ruhestand versetzt werden musste. Caspers zog sich nach Augsburg zurück, wo er 1843 verstarb.
Sein Bruder Wilhelm Caspers, bayerischer Oberleutnant, trug ebenfalls das Kreuz der Ehrenlegion.